# Kejserriget Nikæa
Keiserriget Nikæa (græsk: Αυτοκρατορία της Νίκαιας, tyrkisk: İznik İmparatorluğu) var det største af de tre efterfølgere til Det byzantinske rige. Det blev oprettet ved, at adelen i Det byzantinske rige flygtede fra Konstantinopel efter, at byen blev okkuperet af vesteuropæiske og venetiansk styrker som hærgede i løbet af det fjerde korstog. Kejserriget Nikæa blev oprettet af familien Laskaris,  og eksisterede fra 1204 og frem til 1261, da Konstantinopel blev genoprettet og således genetablerede Det byzantinske rige.

## Historie

### Oprettelse
I 1204 flygtede den byzantinske kejser Alexios V Dukas fra Konstantinopel efter, at vestlige korsfarere invaderede byen på jagt efter rigdomme, som kunne plyndres. Theodor I Laskaris, svigersøn af kejser Alexios III Angelos, blev udråbt som ny kejser, men han flygtede også, og da til byen Nikæa (senere İznik) i Bitynia, da han indså at situationen i Konstantinopel var håbløs.
Det Latinske Kejserrige, som blev etableret af korsfarerne i Konstantinopel, havde dårlig kontrol over det store område, som havde hørt under det tidligere byzantinske rige, og de bysantinske efterfølger stater sprang op i Epirus og Trebizond foruden Nikæa, skønt Trebizond var brudt ud som en uafhængig stat nogen uger før Konstantinopel faldt. Nikæa var derimod det nærmeste til det latinske kejserrige og var i den bedste position til at forsøge at genetablere Det byzantinske rige.
Theodor I Laskaris var ikke umiddelbart succesfuld, da han blev besejret ved Poemanenum og Prusa (senere Bursa) i 1204, men han var i stand til at erobre det meste af det nordvestlige Anatolien efter, at den latinske kejser Balduin I måtte forsvare sig mod bulgarske invasioner fra Kalojan. Theodor I Laskaris besejrede også en hær fra Trebizond foruden at slå andre mindre rivaler tilbage, hvilket gjorde ham til regent over den mægtigste af efterfølgerstaterne. I 1206 proklamerede han sig som kejser i Nikæa.
Talrige våbenhviler og alliancer blev til og brudt over de næste få år, da de byzantinske efterfølgerstater, det latinske kejserrige, bulgarerne, og seldsjukkerne i Ikoniom (hvis områder grænsede til Nikæas) kæmpede mod hinanden. I 1211 besejrede Theodor I Laskaris ved Antiokia ved Maeander i Karia en betydelig invasion fra seldsjukkerne, som blev støttet af Alexios III for selv at komme tilbage til magten. Tabene ved Antiokia førte imidlertid til et nederlag mod det latinske kejserrige ved floden Rhyndakos og tabet af det meste af Mysia og kysten af Marmarahavet i den efterfølgende fredsaftale ved Nymphaeum. Nikæa blev kompenseret for dette tab af land, da det i 1212 ved, at David Komnenosdød gjorde det muligt at annektere hans land i Paflagonia.
Theodor I Laskaris forsøgte at validere sit krav på kejsertronen ved at udnævne en ny patriark af Konstantinopel i Nikæa. I 1219 giftede han sig med prinsesse Marie de Courtenay (død 1228), datteren af keiserinne Jolanda af det latinske kejserrige, men han døde i 1222 og blev efterfulgt af sin svigersøn Johannes III Ducas Vatatzes